# 699

سنة 699 كانت سنة بسيطة تبدأ يوم الأربعاء حسب التقويم اليولياني، تم استخدام الفئة 699 لهذا العام منذ أوائل العصور الوسطى، عندما أصبح عصر التقويم بعد الميلاد هو الأسلوب السائد في أوروبا لتسمية السنوات.

## أحداث
- الحجاج بن يوسف الثقفي يقمع ثورة ابن الأشعث.

## مواليد
- أبو حنيفة النعمان
- أبو بكر بن عبد الملك بن مروان

## وفيات
- عبد الله بن حوالة الأزدي، صاحب رسول الله ﷺ وأحد رواة الحديث الشريف.